# Xanthonia pilosa
Xanthonia pilosa es una especie de insecto coleóptero de la familia Chrysomelidae.
Fue descrita científicamente en 2001 por Staines & Weisman.